# Nordic Modular Group
Nordic Modular Group är ett företag som bedriver utveckling, tillverkning, uthyrning och försäljning av flyttbara modulbyggnader som kan sättas ihop till en skola, ett kontor eller ett boende. Företaget omsatte 2012 mer än 600 miljoner, och har ca 185 anställda. Företaget är främst verksamt genom sina dotterbolag Temporent, Flexator och Nordic Modular Leasing.

## Temporent
Nordic Modular Groups dotterbolag Temporent hyr ut temporära lokaler för kontor, skolor och förskolor.

## Flexator
Huvudartikel: Flexator
Flexator tillverkar och säljer modulbyggnader som kan användas som kontor, skolor, boenden och bodar. 

## Nordic Modular Leasing
Företaget erbjuder leasing av modulbyggnader som byggts av Flexator.